# AO International Tennis
AO International Tennis est un jeu vidéo de tennis développé et édité par Big Ant Studios, sorti le 5 janvier 2018 sur mobile, le 16 janvier 2018 en Australie et en Nouvelle-Zélande sur PlayStation 4 Xbox One et le 8 mai 2018 en sortie mondiale sur PlayStation 4, Xbox One, Windows et compatible PC. Le jeu comporte la licence officiel du tournoi de l'Open d'Australie.

## Système de jeu

### Principe
AO International Tennis propose une simulation de tennis dont le gameplay repose sur le timing, c'est-à-dire la capacité du joueur à frapper la balle au bon moment. Dans AO International Tennis, il faut anticiper les points et placer la balle dans le camp adverse avant de frapper son coup.
Les joueurs professionnels du jeu sont reproduits à l'authenticité par le biais de la capture de mouvement et leurs caractéristiques et coups spéciaux sont également repris. Enfin, les joueurs ont à disposition un grand nombre d'équipements (raquettes, tenues, etc). De plus, sur console, l'outil PlayFace créé par le studio permet de générer un personnage à partir du propre visage du joueur. La version sur ordinateur ne dispose pas de cet outil.

### Sliders
Le jeu intègre un système de sliders qui permet aux joueurs de modifier le jeu et de rendre réaliste le jeu sur les différents types de surfaces (Herbe-Dur-terre battue etc.)

### Challenge

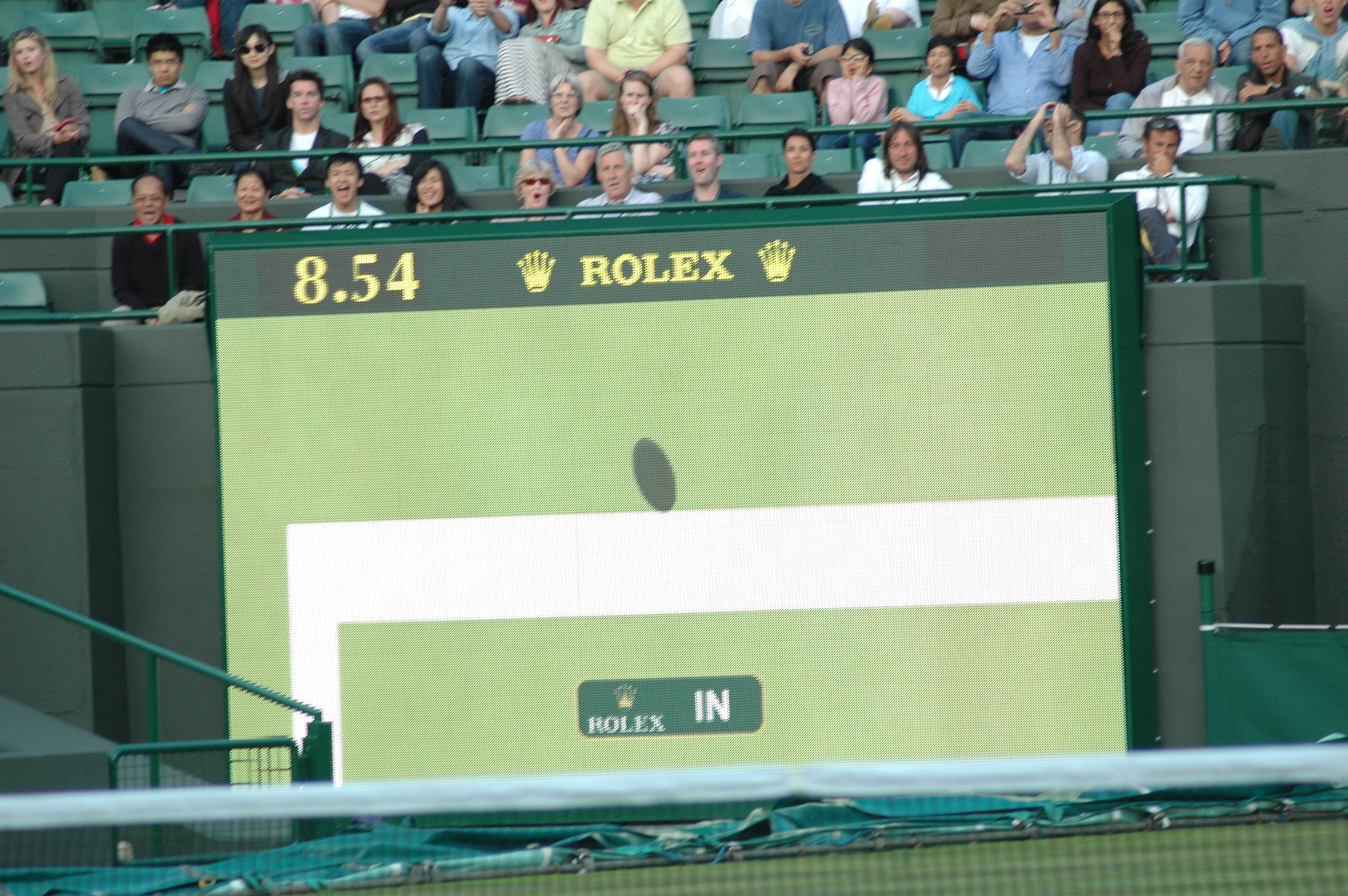
Écran du radar Hawk-Eye lors d'un match de Wimbledon en 2011.

Le jeu intègre le Hawk-Eye (en partenariat avec Rolex), le joueur a l'occasion de demander un challenge immédiatement après un coup présumé juste par l'arbitrage, mais vu faute par le joueur.

## Modes de jeu

### Carrière
Un mode Carrière qui consiste à créer un personnage ou sélectionner un joueur du jeu afin de concourir dans les tournois proposés (il est précédé par un tutoriel).

### Australian Open
Un mode Australian Open consistant à concourir en simple, en double ou en mixte dans le but de remporter l'Open d'Australie. Le jeu étant le jeu officiel de l'Open d'Australie, il reprend les caractéristiques du stade comme l'entrée sur le central qui se fait des vestiaires au court en passant par le couloir où sont affichés sur les murs, les noms des derniers vainqueur du tournoi.

### Exhibition
Un mode Exhibition dans lequel il est possible d'affronter les différents joueurs du jeu, en match simple et en double et sur tous les terrains disponibles et avec la possibilité de paramétrer le nombre de set, période de la journée, etc.

### Multijoueur
Un mode multijoueur dans lequel il est possible d'affronter le monde entier en ligne.

## Joueurs

### licenciés
Joueurs du circuit ATP
- Rafael Nadal[3]
- David Goffin[4]
- Kevin Anderson
- Thanasi Kokkinakis
- John Isner[5]
- Chung Hyeon[3]
- Steve Johnson
- Yuichi Sugita

Joueuses du circuit WTA
- Angelique Kerber[3]
- Karolína Plíšková[4]
- Johanna Konta
- Daria Gavrilova
- Agnieszka Radwańska
- Samantha Stosur
- Caroline Garcia
- Naomi Osaka[3]
- Belinda Bencic
- Ashleigh Barty
- Zhang Shuai
- Destanee Aiava

### Non-licenciés
Le jeu inclut des joueurs fictifs, homme et femme.

## Tournois

### licenciés

Les différents courts de l'Open d'Australie
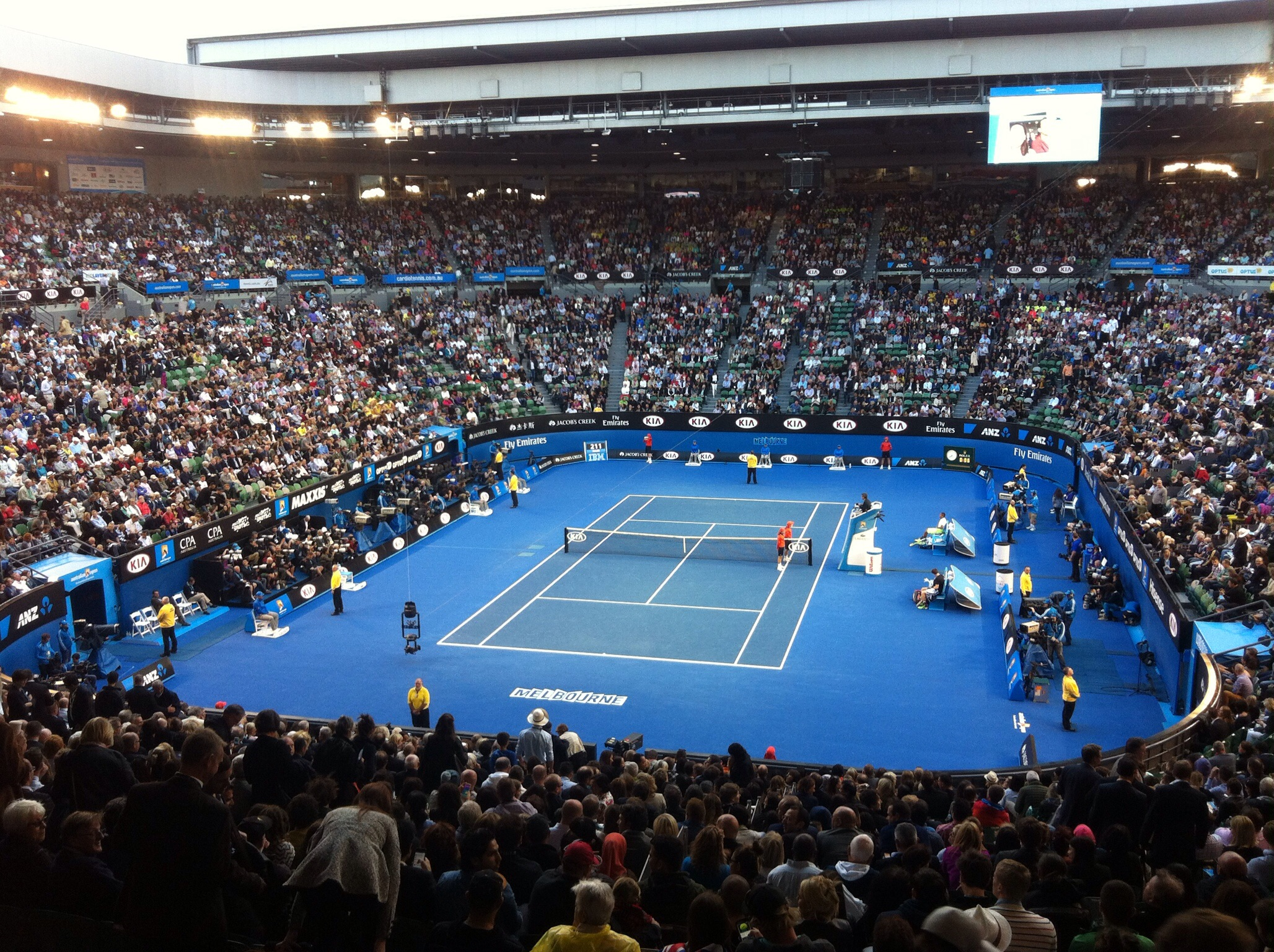
Rod Laver Arena.
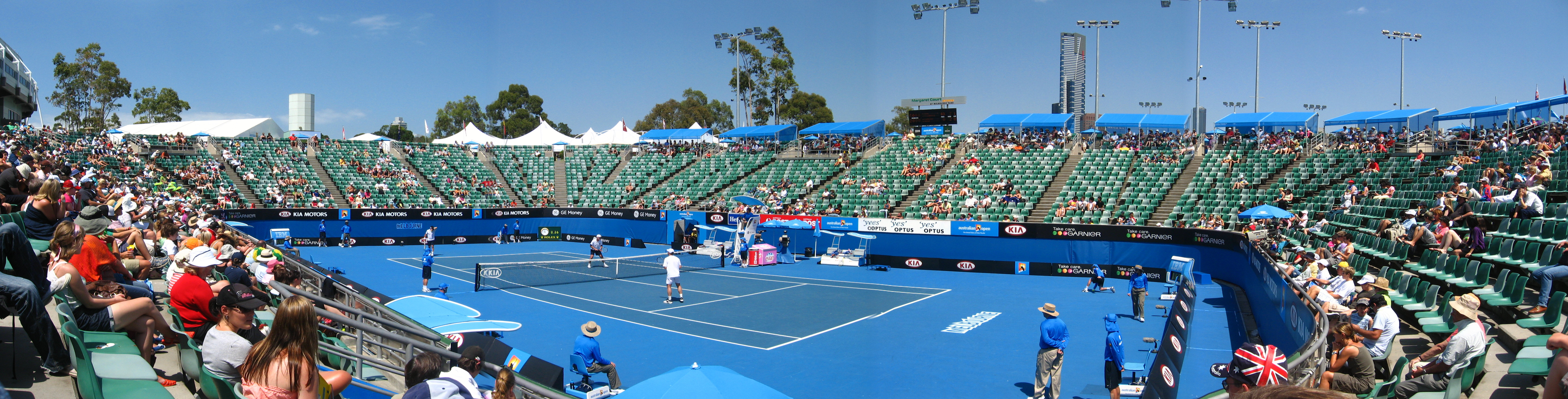
Margaret Court.
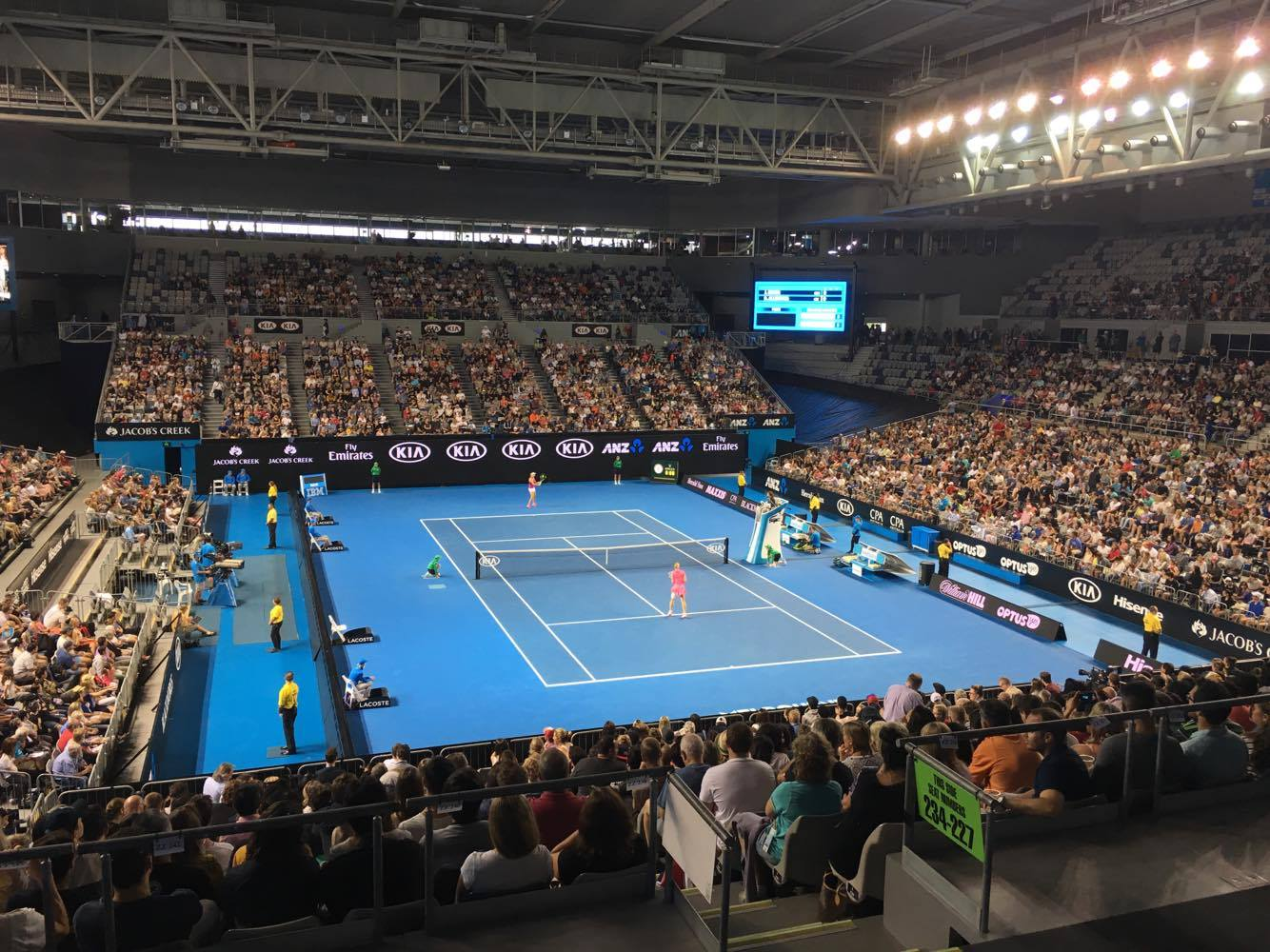
Melbourne Arena.

Stade du Grand Chelem
- Open d'Australie (3 principaux cours) : licenciés[5].

Stade Spécial
- Rafael Nadal Academy : licencié.

### Non-licenciés
Stades du Grand Chelem
- Internationaux de France de tennis (3 principaux cours)
- The Championships Wimbledon (3 principaux cours)
- United States Open Tennis Championships (3 principaux cours)

## Académie
Le jeu est pourvu d'une académie dans laquelle on distingue les modes Stadium creator, Logo creator et le mode création de joueurs. Ce mode création est utilisé par la communauté, toute personne pouvant modifier le jeu et qui partagent ses créations envers les utilisateurs.

### Principaux joueurs créés
Joueurs du circuit ATP
- Roger Federer
- Novak Djokovic
- Andy Murray
- Marin Čilić
- Dominic Thiem
- Alexander Zverev
- Juan Martín del Potro
- Borna Ćorić
- Fabio Fognini
- Milos Raonic
- Diego Schwartzman
- Roberto Bautista Agut
- Grigor Dimitrov
- Richard Gasquet
- Kyle Edmund
- Adrian Mannarino
- Fernando Verdasco
- Gilles Simon
- Lucas Pouille
- Philipp Kohlschreiber
- Gaël Monfils
- Jérémy Chardy
- Sam Querrey
- Radu Albot
- Robin Haase
- Stan Wawrinka
- Benoît Paire
- Albert Ramos Viñolas
- Ivo Karlović
- Ernests Gulbis
- Tomáš Berdych
- Marcel Granollers
- Jack Sock
- Bernard Tomic
- David Ferrer

Joueuses du circuit WTA
- Serena Williams
- Simona Halep
- Sloane Stephens
- Naomi Osaka
- Elina Svitolina
- Kiki Bertens
- Caroline Wozniacki
- Garbiñe Muguruza
- Madison Keys
- Elise Mertens
- Dominika Cibulková
- Maria Sharapova
- Venus Williams
- Kristina Mladenovic
- Alizé Cornet
- Kirsten Flipkens
- Eugénie Bouchard

### Principaux stades créés
Stades ATP World Tour Masters 1000
- Mutua Madrid Open
- BNP Paribas Open d’Indian Wells
- Miami Open
- Rolex Monte Carlo Masters
- Masters de Rome
- Rogers Cup
- Masters de Cincinnati
- Masters de Shanghai
- Rolex Paris Masters

Stades ATP World Tour 500
- ABN AMRO World Tennis Tournament
- Rio Open
- Duty Free Tennis Championships
- Abierto Mexicano Telcel
- Barcelona Open
- Gerry Weber Open
- German Tennis Championships
- Citi Open
- China Open
- Rakuten Japan Open
- Erste Bank Open
- Swiss Indoors Basel

Stade Masters de tennis masculin
- ATP Finals

### Principaux Logos créés
- Lacoste
- Puma
- Adidas
- Le coq sportif

## Ambassadeurs du jeu

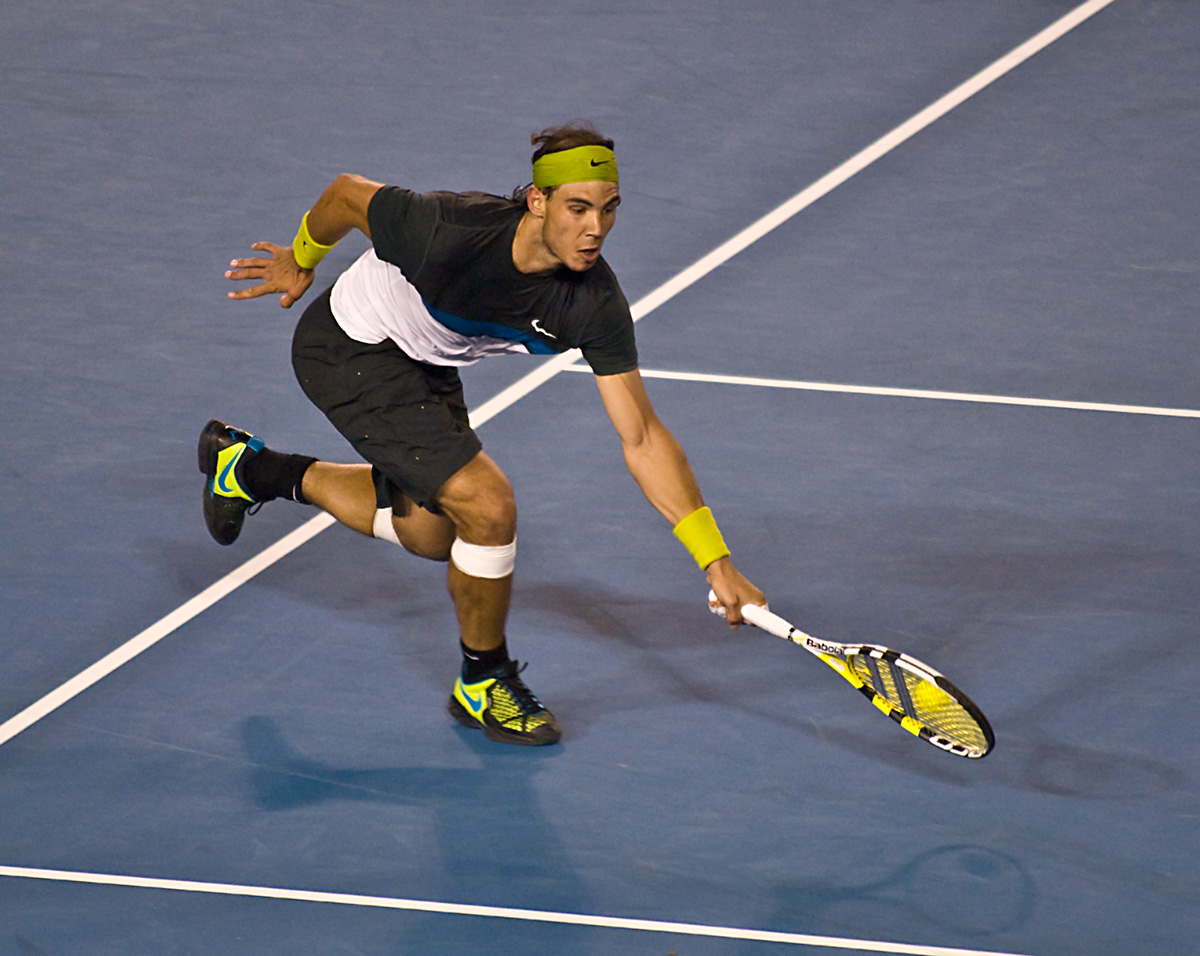
Rafael Nadal lors de l'Open d'Australie 2009.

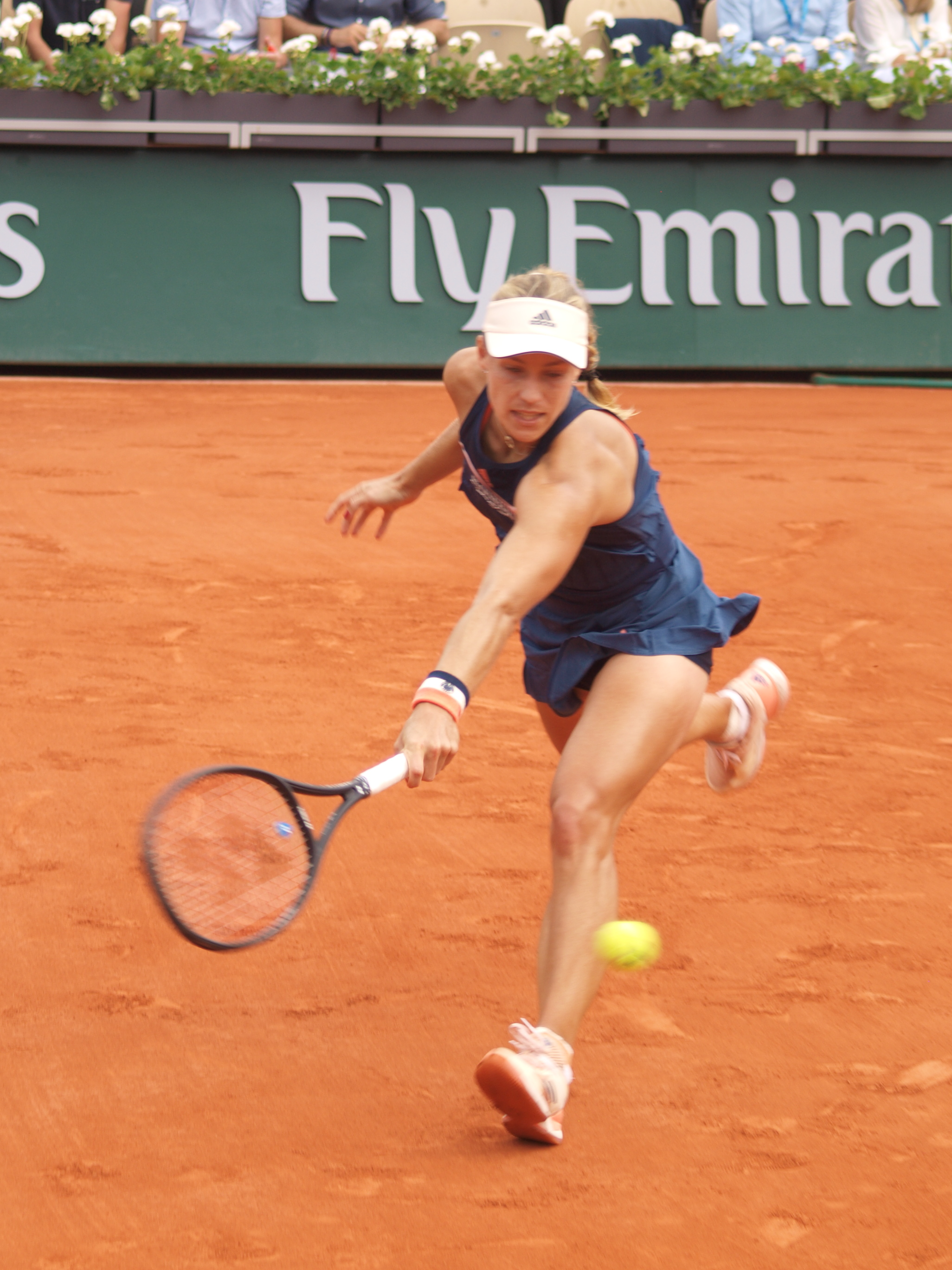
Angelique Kerber lors de Roland Garros 2018.

Rafael Nadal et Angelique Kerber sont les ambassadeurs du jeu et figurent sur la pochette du jeu.

## Développement
AO International Tennis est développé par Big Ants Studio, un studio australien de développement, fondé en 2001. Le studio est spécialisé dans le jeu vidéo de sport (rugby, cricket, automobile, etc.) ainsi que le portage de jeux sur consoles initialement sortis sur smartphone tels que Jetpack Joyride ou Fruit Ninja.
Le jeu sort initialement, sous le nom d'AO Tennis, dans des versions iOS et Android, le 5 janvier 2018.
Big Ants Studio, développe ensuite le jeu sur (PlayStation 4 et Xbox One), qui sort uniquement pour le marché australien et néo-zélandais le 16 janvier 2018. Le jeu est alors en version alpha, ce qui permet aux développeurs de travailler sur les retours des joueurs australien et néo-zélandais. Big Ants Studio sort régulièrement des patchs pour corriger des défauts qui sont flagrants. Le studio met en ligne un forum pour les joueurs désirant communiquer sur le jeu.
Le jeu connait une sortie mondiale le 8 mai 2018. Le jeu est distribué en Europe, en Russie et au Moyen-Orient par Microïds, à la suite d'un accord passé entre Big Ant et l'éditeur Anuman Interactive — la société mère de Microïds.

## Accueil
Les principaux sites de jeux vidéo en France donnent des notes mitigées au jeu, en effet le jeu a souffert d'une sortie mondiale prématurée. Malgré la sortie quelques mois plutôt en Australie et Nouvelle-Zélande qui devait permettre de sortir un jeu fini pour une sortie mondiale, le jeu n'est pas exempt de défauts comme un gameplay rigide, des animations qui ne sont pas souples, des bugs (joueur qui ne bouge pas, qui ne tape pas la balle ou encore qui marche au lieu de courir) et un jeu au filet qui manque de réalisme. Les matchs sont répétitifs, on passe du temps à faire du gauche droite pour marquer des points, sinon l’IA renvoie tout et peu importe le niveau de difficulté. Le mode online est assez vide et difficilement jouable en combinant la rigidité du gameplay et la lenteur des serveurs. La principale critique est que le jeu se place en tant que simulation, mais n’offrant pas assez de diversité dans le gameplay ou la gestion Les patchs qui au départ étaient les points fort du jeu s'est transformé en désillusions car tantôt ils corrigeaient des défauts (améliorations des animations, réglage du challenge, etc.) et tantôt, ils en apportaient d'autres (crash du jeu après un set, impossibilité d'aller dans le mode académie). Big Ant Studios continue de sortir des patchs et à l'heure actuelle, le jeu est bien meilleur mais avec toutefois quelques défauts.
- Canard PC : 4/10[8]
- JeuxActu : 10/20[4]
- Jeuxvideo.com : 11/20[9]
- Gameblog : 6/10[10]
- Metacritic : 50 % sur PlayStation 4 (basé sur 17 critiques)[11], 66 % sur Xbox One (basé sur 8 critiques)[12]